# 금오산 (전남)
금오산(金鰲山)은 전라남도 여수시 돌산읍에 있는 높이 323m의 산이다. 

## 같이 보기
- 한국의 산